# 近藤和義
近藤 和義（こんどう かずよし、1934年1月5日 - ）は、日本の政治家。大分県議会議員（4期）、おおいた森林組合組合長、社団法人大分県畜産協会会長、株式会社大分県畜産公社取締役、自由民主党大分県支部連合会党紀委員長。
大分県監査委員、大分県議会副議長（第88代）、大分県議会議会運営委員長などを歴任した。2019年、旭日小綬章受章。

## 来歴

### 若かりしころ
1934年、大分県大分郡湯布院町（現由布市）にて生まれた。1952年に大分県立玖珠高等学校を卒業した。
湯布院町農業協同組合の理事を務めた。また、湯布院町農業委員会委員を2期にわたって務めるとともに、湯布院町青年団の団長や湯布院町消防団の副団長に就任するなど、地域社会にて活躍する。

### 政治家への道
1992年、湯布院町議会議員選挙に立候補し、初当選を果たした。以来、湯布院町議会にて議員を2期務めた。1999年には、大分県議会議員選挙に立候補し、初当選を果たした。以来、大分県議会にて議員を4期務めている。2008年には、大分県議会の第88代副議長に就任している。
政党としては自由民主党に所属しており、大分県支部連合会では総務会長をはじめ、県民運動本部長、選挙対策副本部長、筆頭副幹事長、党紀委員長など、各役職を歴任した。

## 政策
第一次産業の再生や観光産業の振興を主張している。また、「山桜日本一の里づくり」を提唱し、自身が組合長を務めるおおいた森林組合とともに、荒廃地に広葉樹を植樹する取り組みを展開している。
さらに、由布市に公共下水道が存在しない点を指摘し、大分川の水質汚染に警鐘を鳴らしている。そのうえで、旧挾間町が大分川を水源とする問題点を指摘し、大分川に代わる新たな水源の確保を提唱している。

## 発言
2011年10月10日、「由布院牛喰い絶叫大会」に出席し、挨拶を述べたうえで、絶叫の見本を示すとして「セシウム牛はいりません」と絶叫した。この発言の意図について、近藤は国の対応への批判と牛肉の安全確保を促すためだったと説明している。また、「被災地の農家や牛を差別したのではない」と主張しており、差別的な意図を持った発言ではないと説明しているが、「言葉足らずだったかもしれない」とも述べている。